# 方圓形

一個方圓形

在幾何學中，方圓形是一種性質界於圓形和正方形之間的幾何形狀。是超橢圓的一個特例，是一種{\displaystyle n}為4的超橢圓，亦可以視為曲邊四邊形的一種。

## 命名
方圓形在英文中稱為Squircle是由「square」（正方形） and 「circle」（圓形）的組合字，中文同樣也是方形和圓形的組合詞。

## 方程式
在直角坐標系中，若一方圓形的幾何中心位於{\displaystyle (a,b)}且半直徑（semi-diameters）為{\displaystyle r}時，則該圖形的方程式表示為：
{\displaystyle \left(x-a\right)^{4}+\left(y-b\right)^{4}=r^{4}}

## 外部連結
- Online Calculator for supercircle and super-ellipse （页面存档备份，存于）
- Web based supercircle generator